# Russian Standard
Russian Standard (en ruso: Русский стандарт, Russkiy Standart) Vodka es una empresa rusa productora de vodka. 
El vodka Russian Standard domina el segmento premium de mercado en Rusia con una cuota del 60% y con 2,1 millones de ventas en Rusia en 2008 y más de 60 en exportaciones a los mercados de Europa, EE. UU. y Asia.
Roustam Tariko, el fundador de Russian Standard, presentó Russian Standard Original en 1998 como el auténtico primer vodka premium ruso. El vodka Russian Standard es elaborado sólo con los ingredientes rusos más selectos, conformándose la fórmula para el vodka creado en 1894 por el célebre científico ruso Dmitri Mendeléyev para los Zares de Rusia. Dos años después del lanzamiento, las ventas de Russian Standard Original sobrepasaron a todos los vodkas premium de importación del mercado ruso, conduciendo así a la amplia extensión internacional y el lanzamiento de Russian Standard Platinum en 2001, Vodka IMPERIA, la gama de lujo de la empresa, en 2004 y el Russian Standard Gold en 2008.

## Variedades
- Russian Standard IMPERIA
- Russian Standard Platinum
- Russian Standard Gold
- Russian Standard Original
- Aurora